# نور (لهستان)
نور (به لاتین: Nur) یک روستا در لهستان است که در گمینا نور واقع شده‌است. نور ۷۶۰ نفر جمعیت دارد.